# MIBA (Zeitschrift)
Die MIBA (Kurzform für Miniaturbahnen) ist eine Zeitschrift zum Thema Modelleisenbahnen, die seit 1948 erscheint. Neben dem monatlich herausgegebenen Heft erscheint viermal pro Jahr ein MIBA-Spezial, das sich detailliert mit einzelnen Themen aus dem Bereich der Modellbahn beschäftigt. Neuheiten werden jährlich in einem Sonderheft zur Nürnberger Spielwarenmesse vorgestellt.

## Geschichte
Die Gründung der MIBA geht auf Werner Walter Weinstötter zurück. Zusammen mit Heinz Bingel und Joachim Kleinknecht brachte er im Sommer 1948 die erste Ausgabe unter dem Titel Miniaturbahnen heraus. Die Erstauflage im Format DIN A5 betrug 7000 Stück und kostete DM 1,50. Bis Weinstötter 1949 eine eigene Verlagslizenz erhielt, wurde die Zeitschrift im Nürnberger Verlag Frauenwelt von Rosine Speicher herausgebracht.
Von 1951 bis 1968 erschien die MIBA sechzehn Mal im Jahr. Danach wurde sie auf dreizehn Hefte jährlich umgestellt. Die Redaktion der MIBA befand sich bis 2009 in Nürnberg.
Weinstötter leitete den MIBA-Verlag bis 1983. Seit 1996 gehörte der MIBA-Verlag zur WAZ-Gruppe. Durch die Verschmelzung des MIBA-Verlags und des Hermann-Merker-Verlags (Herausgeber des Eisenbahn-Journal) entstand 2001 die Verlagsgruppe Bahn mit Sitz in Fürstenfeldbruck. Am 1. Juli 2020 wurde diese vom Münchner Verlagshaus GeraNova Bruckmann übernommen, die Redaktion der MIBA ist seitdem in München ansässig.
Zusammen mit der Zeitschrift Modelleisenbahner wird einmal im Jahr der Preis „Das Goldene Gleis“ an Modellbahnproduzenten verliehen.

## Weitere Publikationen
Im gleichen Verlag erscheint vier Mal pro Jahr die Reihe MIBA Spezial, die sich monothematisch einem Schwerpunktthema widmet. Diese Heftreihe wendet sich eher an den fortgeschrittenen Modellbahner. Eine weitere regelmäßige Publikation ist MIBA Modellbahn digital – dieser Publikation liegt jeweils eine DVD mit Programmen zur Modellbahnsteuerung und -planung sowie mit Demo-Versionen bei.